# Civiasco
Civiasco és una comune (municipi) en la Província de Vercelli en la regió italiana del Piemont , localitzada aproximadament a 90 quilòmetres al nord-est de Torí i a 50 quilòmetres al nord de Vercelli. El 31 de desembre de 2004, tenia 269 habitants i una àrea de 7.3 quilòmetres quadrats). Civiasco confina amb els municipis: Arola, Cesara, Madonna del Sasso, i Varallo Sesia.

## Evolució demogràfica

centrat

| 1861 | 1871 | 1881 | 1901 | 1911 | 1921 | 1931 | 1936 | 1951 | 1961 | 1971 | 1981 | 1991 | 2001 |
| ---- | ---- | ---- | ---- | ---- | ---- | ---- | ---- | ---- | ---- | ---- | ---- | ---- | ---- |
| 488  | 552  | 530  | 469  | 532  | 547  | 439  | 427  | 360  | 311  | 274  | 255  | 236  | 257  |

## Persones notables
- Emma Morano (1899-2017), fou una supercentenària italiana que visqué 117 anys i 137 dies. Va ser l'última persona amb vida nascuda en la dècada de 1890.